# Slamstrandlöpare
Slamstrandlöpare (Bembidion tinctum) är en skalbaggsart som beskrevs av Zetterstedt 1828. Slamstrandlöpare ingår i släktet Bembidion, och familjen jordlöpare. Arten är reproducerande i Sverige.